# Saturn Award du meilleur film d'horreur
Le Saturn Award du meilleur film d'horreur (Saturn Award for Best Horror Film) est une récompense cinématographique décernée chaque année depuis 1973 par l'Académie des films de science-fiction, fantastique et horreur (Academy of Science Fiction Fantasy & Horror Films). Entre 2011 et 2013, cette catégorie incluait aussi les thrillers (auparavant rattachés à la catégorie des films d'action et d'aventure). Dès 2014, une catégorie dédiée aux thrillers est créée.

## Palmarès
Note : L'année indiquée est celle de la cérémonie, récompensant les films sortis au cours de l'année précédente. Les lauréats sont indiqués en tête de chaque catégorie et en caractères gras. Les titres originaux sont précisés entre parenthèses, sauf s'ils correspondent au titre en français.
Exceptionnellement, il n'y a pas eu de cérémonies en 1974 et 1989. Les cérémonies de 1975 et 1991 ont respectivement récompensé les films sortis en 1973-1974 et 1989-1990, celle de 1990 les films de 1988.

### Années 1970
- 1973 : Blacula, le vampire noir (Blacula)
- 1974 : Pas de cérémonie
- 1975 : L'Exorciste (The Exorcist)
  - Arnold
  - Ne vous retournez pas (Don't Look Now)
  - L'Auberge de la terreur (Terror House)
  - La Maison des damnés (The Legend of Hell House)
  - Le Métro de la mort (Death Line)
  - Schlock
  - Scream Blacula Scream
  - Sœurs de sang (Sisters)
  - Tales That Witness Madness
  - Terror in the Wax Museum
  - Théâtre de sang (Theater of Blood)
  - Le Caveau de la terreur (The Vault of Horror)
- 1976 : Frankenstein Junior (Young Frankenstein)
  - Black Christmas
  - Les Insectes de feu (Bug)
  - Phantom of the Paradise
  - The Rocky Horror Picture Show
  - Vampira (Old Dracula)
- 1977 : Trauma (Burnt Offerings)
  - Carrie au bal du diable (Carrie)
  - Mortelles Confessions (House of Mortal Sin)
  - Le Crocodile de la mort (Eaten Alive)
  - Soudain... les monstres (The Food of the Gods)
  - Obsession
  - La Malédiction (The Omen)
- 1978 : La Petite Fille au bout du chemin (The Little Girl Who Lives Down the Lane)
  - Les Chiens fous (Dogs)
  - L'Horrible Invasion (Kingdom of the Spiders)
  - La Sentinelle des maudits (The Sentinel)
- 1979 : The Wicker Man
  - La Nuit des masques (John Carpenter's Halloween)
  - Magic
  - La Grande Menace (The Medusa Touch)
  - Piranhas (Piranha)

### Années 1980
- 1980 : Dracula
  - Amityville : La Maison du diable (The Amityville Horror)
  - Le Vampire de ces dames (Love at First Bite)
  - Mafu Cage (The Mafu Cage)
  - Phantasm
- 1981 : Hurlements (The Howling)
  - Pulsions (Dressed to Kill)
  - Fondu au noir (Fade to Black)
  - Fog (The Fog)
  - Shining (The Shining)
- 1982 : Le Loup-garou de Londres (An American Werewolf in London)
  - Réincarnations (Dead and Buried)
  - Le Fantôme de Milburn (Ghost Story)
  - Halloween 2 (Halloween II)
  - Wolfen
- 1983 : Poltergeist
  - Creepshow
  - Piège mortel (Deathtrap)
  - La Créature du marais (Swamp Thing)
  - The Thing
- 1984 : Dead Zone (The Dead Zone)
  - Christine (John Carpenter's Christine)
  - Cujo
  - La Forteresse noire (The Keep)
  - La Quatrième Dimension (Twilight Zone: The Movie)
- 1985 : Gremlins
  - Dreamscape
  - Charlie (Firestarter)
  - Les Griffes de la nuit (A Nightmare on Elm Street)
  - Créature (Creature)
- 1986 : Vampire, vous avez dit vampire ? (Fright Night)
  - Lifeforce : L'Étoile du mal (Lifeforce)
  - La Revanche de Freddy (A Nightmare On Elm Street Part 2: Freddy's Revenge)
  - Re-Animator
  - Le Retour des morts-vivants (The Return of the Living Dead)
- 1987 : La Mouche (The Fly)
  - Aux portes de l'au-delà (From Beyond)
  - La Petite Boutique des horreurs (Little Shop of Horrors)
  - Poltergeist 2 (Poltergeist II: The Other Side)
  - Psychose 3
- 1988 : Génération perdue (The Lost Boys)
  - Evil Dead 2 (Evil Dead II)
  - Le Pacte (Hellraiser)
  - Aux frontières de l'aube (Near Dark)
  - Les Griffes du cauchemar (A Nightmare On Elm Street 3: Dream Warriors)
  - Pumpkinhead : Le Démon d'Halloween (Pumpkinhead)
- 1989 : Pas de cérémonie

### Années 1990
- 1990 : Beetlejuice
  - Jeu d'enfant (Child's Play)
  - Faux-semblants (Dead Ringers)
  - Halloween 4 : Le Retour de Michael Myers (Halloween 4 The Return of Michael Myers)
  - Hellraiser 2 (Hellraiser : Hellbound)
  - Le Cauchemar de Freddy (A Nightmare On Elm Street 4: The Dream Master)
  - Waxwork
- 1991 : Arachnophobie (Arachnophobia)
  - Re-Animator 2 : La Fiancée de Re-Animator (Bride of Re-Animator)
  - Darkman
  - L'Exorciste, la suite (The Exorcist III : Legion)
  - La Mouche 2 (The Fly II)
  - La Nurse (The Guardian)
  - Cabal (Nightbreed)
  - Simetierre (Pet Sematary)
  - Santa sangre (Santa Sangre, Holy Blood)
- 1992 : Le Silence des agneaux (Silence of the Lambs)
  - Body Parts
  - Les Enfants des ténèbres (Children of the Night)
  - Chucky 3 (Child's Play 3 : Look Who's Stalking)
  - Dolly
  - Misery
  - La Nuit des morts-vivants (Night of the Living Dead)
  - Les Nuits avec mon ennemi (Sleeping with the Enemy)
- 1993 : Dracula (Bram Stoker's Dracula)
  - Basic Instinct
  - Candyman
  - Braindead
  - La Main sur le berceau (The Hand That Rocks the Cradle)
  - Hellraiser 3 (Hellraiser III : Hell on Earth)
  - Twin Peaks: Fire Walk with Me
- 1994 : Evil Dead 3 (Army of Darkness)
  - La Part des ténèbres (The Dark Half)
  - Le Bon Fils (The Good Son)
  - Chasse à l'homme (Hard Target)
  - Kalifornia
  - Le Bazaar de l'épouvante (Needful Things)
  - La Disparue (The Vanishing)
- 1995 : Entretien avec un vampire (Interview with the Vampire)
  - Cronos
  - The Crow
  - Frankenstein (Mary Shelley's Frankenstein)
  - Mosquito
  - Freddy sort de la nuit (Wes Craven's New Nightmare)
  - Wolf
- 1996 : Une nuit en enfer (From Dusk Till Dawn)
  - La Cité des enfants perdus
  - L'Antre de la folie (In the Mouth of Madness)
  - Le Maître des illusions (Lord of Illusions)
  - Témoin muet (Mute Witness)
  - La Prophétie (The Prophecy)
  - Le Cavalier du Diable (Demon Knight)
- 1997 : Scream
  - Dellamorte Dellamore
  - Dangereuse Alliance (The Craft)
  - Sang-froid (Curdled)
  - Fantômes contre fantômes (The Frighteners)
  - Relic (The Relic)
- 1998 : L'Associé du diable (The Devil's Advocate)
  - Anaconda, le prédateur (Anaconda)
  - Souviens-toi... l'été dernier (I Know What You Did Last Summer)
  - Mimic
  - Phantoms
  - Scream 2
- 1999 : Un élève doué (Apt Pupil)
  - Blade
  - La Fiancée de Chucky (Bride of Chucky)
  - The Faculty
  - Halloween 20 ans après, il revient (Halloween H20 : Twenty Years Later)
  - Vampires (John Carpenter's Vampires)

### Années 2000
- 2000 : Sixième Sens (The Sixth Sense)
  - Le Projet Blair Witch (The Blair Witch Project)
  - Vorace (Ravenous)
  - Sleepy Hollow, la légende du cavalier sans tête (Sleepy Hollow)
  - Stigmata
  - Mrs. Tingle (Teaching Mrs. Tingle)
- 2001 : Destination finale (Final Destination)
  - Dracula 2001 (Dracula 2000)
  - Intuitions (The Gift)
  - Requiem for a Dream
  - Urban Legend 2 : Coup de grâce (Urban Legends: Final Cut)
  - Apparences (What Lies Beneath)
- 2002 : Les Autres (The Others)
  - L'Échine du Diable (El espinazo del diablo)
  - From Hell
  - Hannibal
  - Jeepers Creepers - Le Chant du Diable (JEEpERs CrEEpers)
  - 13 fantômes (Thir13en Ghosts)
- 2003 : Le Cercle (The Ring)
  - Blade 2 (Blade II)
  - Arac Attack, les monstres à huit pattes (Eight Legged Freaks)
  - Emprise (Frailty)
  - La Reine des damnés (Queen of the Damned)
  - Resident Evil
- 2004 : 28 jours plus tard (28 Days Later)
  - Cabin Fever
  - Destination finale 2 (Final Destination 2)
  - Freddy contre Jason (Freddy vs. Jason)
  - Jeepers Creepers 2
  - Massacre à la tronçonneuse ((The Texas Chainsaw Massacre)
  - Underworld
- 2005 : Shaun of the Dead
  - Blade: Trinity
  - L'Armée des morts (Dawn of the Dead)
  - The Grudge
  - Open Water : En eaux profondes (Open Water)
  - Saw
  - Van Helsing
- 2006 : L'Exorcisme d'Emily Rose (The Exorcism of Emily Rose)
  - Constantine
  - Le Territoire des morts (Land of the Dead)
  - Saw 2 (Saw II)
  - La Porte des secrets (The Skeleton Key)
  - Wolf Creek
- 2007 : The Descent
  - Destination finale 3 (Final Destination 3)
  - Hostel
  - Saw 3 (Saw III)
  - Horribilis (Slither)
  - Des serpents dans l'avion (Snakes on a Plane)
- 2008 : Sweeney Todd : Le Diabolique Barbier de Fleet Street (Sweeney Todd: The Demon Barber of Fleet Street)
  - Chambre 1408 (1408)
  - 30 jours de nuit (30 Days of Night)
  - Ghost Rider
  - Grindhouse
  - The Mist (Stephen King's The Mist)
- 2009 : Hellboy 2 : Les Légions d'or maudites (Hellboy II: The Golden Army)
  - En quarantaine (Quarantine)
  - Splinter
  - La Momie : La Tombe de l'empereur Dragon (The Mummy: Tomb of the Dragon Emperor)
  - The Strangers

### Années 2010
- 2010 : Jusqu'en enfer (Drag Me To Hell)
  - Frozen
  - Twilight, chapitre II : Tentation (The Twilight Saga: New Moon)
  - The Box
  - La Dernière Maison sur la gauche (The Last House on the Left)
  - Bienvenue à Zombieland (Zombieland)
- 2011 : Laisse-moi entrer (Let Me In) (à partir de cette catégorie et jusqu'en 2013, la catégorie inclut également les thrillers)
  - The American
  - Black Swan
  - Kick-Ass
  - Shutter Island
  - Wolfman
- 2012 : Millénium, les hommes qui n'aimaient pas les femmes (The Girl with the Dragon Tattoo)
  - Contagion
  - The Devil's Double
  - Le Territoire des loups (The Grey)
  - Take Shelter
  - The Thing
- 2013 : La Cabane dans les bois (The Cabin in the Woods) de Drew Goddard
  - The Impossible (Lo Imposible) de Juan Antonio Bayona
  - Sept psychopathes (Seven Psychopaths) de Martin McDonagh
  - La Dame en noir (The Woman in Black) de James Watkins
  - Zero Dark Thirty de Kathryn Bigelow
- 2014 : Conjuring : Les Dossiers Warren (The Conjuring)
  - Carrie : La Vengeance (Carrie)
  - Mama
  - American Nightmare (The Purge)
  - C'est la fin (This Is the End)
  - Warm Bodies
- 2015 : Dracula Untold
  - Annabelle
  - The Babadook
  - Horns
  - Only Lovers Left Alive
  - The Purge: Anarchy
- 2016 : Crimson Peak
  - Insidious : Chapitre 3 (Insidious: Chapter 3)
  - It Follows
  - Krampus
  - The Visit
  - Vampires en toute intimité (What We Do in the Shadows)
- 2017 : Don't Breathe : La Maison des ténèbres (Don't Breathe)
  - The Jane Doe Identity (The Autopsy of Jane Doe)
  - Conjuring 2 : Le Cas Enfield (The Conjuring 2)
  - Demon
  - Ouija : les origines (Ouija: Origin of Evil)
  - Dernier train pour Busan
  - The Witch
- 2018 : Get Out
  - 47 Meters Down
  - Annabelle 2 : La Création du mal (Annabelle: Creation)
  - Watch Out (Better Watch Out)
  - Ça (It)
  - Mother!
- 2019 : Sans un bruit
  - The Dead Don't Die
  - Halloween
  - Hérédité
  - Overlord
  - Simetierre
  - Us

### Années 2020
- 2021 : Invisible Man
  - Doctor Sleep
  - Freaky
  - Ça : Chapitre 2 (It Chapter Two)
  - Midsommar
  - Wedding Nightmare (Ready or Not)
  - Scary Stories (Scary Stories to Tell in the Dark)
- 2022 : Black Phone
  - Last Night in Soho
  - La Proie d'une ombre (The Night House)
  - Sans un bruit 2 (A Quiet Place Part II)
  - Scream
  - X
- 2024 : La Main (Talk to Me)
  - Barbare (Barbarian)
  - Evil Dead Rise
  - Insidious: The Red Door
  - Renfield
  - Scream 6
  - Smile

- 2025 : Alien: Romulus
  - Abigail
  - La Malédiction : L'Origine (The First Omen)
  - In a Violent Nature
  - Longlegs
  - A Quiet Place: Day One
  - Smile 2